# Tommaso Napoli
Tommaso Napoli (Palermo, 13 novembre 1967) è un allenatore di calcio ed ex calciatore italiano, di ruolo difensore, tecnico della Don Carlo Misilmeri.

## Carriera

### Giocatore
Cresciuto nell'AMAT Palermo con la quale esordisce tra i dilettanti, viene acquistato dal Licata, dove vince il campionato di C1 nel 1987-1988 ed esordisce così in Serie B. Dopo una fugace esperienza al Catania, torna al Licata per una stagione di B, al termine della quale viene acquistato dal Foggia con il quale vince il campionato di B nel 1990-1991 (allenatore Zeman) e conquista il diritto ad esordire in Serie A la stagione successiva, dove raccoglie 9 presenze. L'esordio nella massima serie avviene il 6 ottobre 1991 nella partita Torino-Foggia (3-1)
Da qui in poi, la carriera di Napoli si ridimensiona riscendendo di categoria dapprima nel 1992 con il Cosenza, dove gioca titolare in B per due stagioni, e poi con l'Acireale con il quale retrocede in C1. Veste poi in sequenza le maglie della Carrarese, della Juveterranova Gela, del Catania, del Marsala (con il quale vince il campionato di C2 nel 1997-1998), del Fano, della Nocerina, del Nardò, della Cavese, per poi concludere con le esperienze all'Isernia e al Milazzo tra i dilettanti.

### Allenatore
Dopo il ritiro, inizia subito la carriera di allenatore dapprima alla Luzzese (squadra locale della provincia di Cosenza) per passare poi al Gela in qualità di vice. Nel 2007 approda al Castrovillari in Serie D, dove però rimedia un esonero durante le prime giornate di campionato. A febbraio del 2009 accetta la panchina della squadra sicula che l'ha visto giocare da giovane, ovvero il Licata, prima che l'esperienza si conclude nel settembre 2009 quando non viene confermato dopo aver perso la finale playoff. Riprende nel marzo 2010, e salva la squadra licatese dalla retrocessione a 4 partite dalla fine. Durante l'anno 2010/2011 affronta una stagione sempre a Licata, che lo vede primo in classifica per tutto il corso del campionato ottenendo la promozione dall'eccellenza alla serie D.
Nel 2011/2012 viene chiamato dal Cosenza a gennaio; l'esordio è negativo, dato che subìsce la sconfitta di 3-0 a Noto; chiude al secondo posto in serie D e vince i playoff nazionali. Dal 18 agosto 2012 allena il Taranto, squadra iscritta al campionato di serie D. Il 2 ottobre viene esonerato a seguito degli scarsi risultati: quattro punti nelle prime 5 giornate (un pari, una vittoria e 3 sconfitte consecutive).
Il 10 dicembre 2012 inizia a frequentare a Coverciano il corso di abilitazione per il master di allenatori professionisti Prima Categoria-Uefa Pro.
Il 4 luglio 2013 discute la tesi e sostiene gli esami nella sessione finale del Master per l'abilitazione ad Allenatori Professionisti di Prima Categoria - Uefa Pro. L'ufficialità del conseguimento del patentino, propedeutico ad esercitare la professione anche nelle massime serie, è comunicata dal Settore Tecnico della Federcalcio il giorno seguente, 5 luglio 2013.
Il 9 gennaio 2014, viene chiamato sulla panchina del Martina Franca al posto dell'esonerato Riccardo Bocchini retrocedendo a fine campionato.
Nel novembre 2015 assume la guida del Mazara. A fine stagione non viene confermato.
A gennaio 2018, viene chiamato alla guida del Biancavilla, venendo esonerato però due mesi più tardi.
Nel gennaio 2019 è chiamato alla guida dei campani del Pomigliano. Esperienza poco fortunata, che si chiude con l'esonero dopo solamente un mese.
Il 15 dicembre 2020 viene ufficializzato come nuova guida tecnica dei calabresi del Rende, militanti in Serie D, al posto dell'esonerato Alfonso Caruso. Il 27 maggio 2021, a poche giornate dal termine del campionato, il club, con una nota sul proprio sito, comunica la fine del rapporto lavorativo con il tecnico.
Il 30 settembre 2021 viene ingaggiato dal Rotonda, formazione lucana di Serie D, subentrando all' esonerato Alfonso Pepe. Il 18 febbraio 2022, dopo la sconfitta interna per 1-3 con il Brindisi e con la squadra in zona playout, viene sollevato dall'incarico. L'8 aprile, in seguito all'esonero di Gaetano Catalano, viene richiamato sulla panchina biancoverde. Dopo la retrocessione in Eccellenza, lascia la panchina dei lucani.
Il 4 febbraio 2023 ritorna dopo 16 anni sulla panchina del Castrovillari, in Serie D, al posto del dimissionario Carmine Pugliese. Al termine della stagione, ottenuta la salvezza, non viene confermato.
Il 16 Novembre 2023 viene ufficializzato come nuovo allenatore della Don Carlo Misilmeri, squadra inserita nel Girone A del torneo di Eccellenza Siciliana.

## Palmarès

### Giocatore
- Campionato italiano di Serie B: 1

Foggia: 1990-1991
- Serie C1: 1

Licata: 1987-1988
- Serie C2: 1

Marsala: 1997-1998

### Allenatore
- Coppa Italia Dilettanti Sicilia: 1

Mazara: 2015-2016